# Верея
Верея́ — город в Наро-Фоминском городском округе Московской области России.
Население — 4910 (2024). Это самый маленький город Московской области. Город воинской доблести.
Расположен на правом берегу Протвы (бассейн Оки), на западе Московской области, в 95 км к юго-западу от Москвы, в 27 км к югу от железнодорожной станции Дорохово и в 22 км к югу от железнодорожной станции Можайск.

## Название
Названием города является славянское слово, означающее «столбы, на которые навешиваются полотенца ворот», «косяк, столб у двери и у ворот». По своему расположению город вполне соответствовал такому названию, будучи как бы западными «воротами» Московского княжества. В Судебнике 1497 года название города написано как «Веретея» (документально не подтверждено). По другим данным, название города происходит от слова верея, означающего в русском языке XI—XVII вв. «участок земли или леса», русском диалектном «небольшой клин, полоса луга, поля, леса».

## Герб города
Геральдическое описание первого герба Вереи, утверждённого в 1782 году, гласит: «В первой части щита герб Московский. Во второй части в серебряном поле в диком лесу две дубовые воротные вереи с навесными золотыми крючьями, означающие собой имя сего города».
Второй вариант, утверждённый 16 (29) марта 1883 года, гласил:

В серебряном щите, между двумя червлёными зубчатыми стенами, с золотыми швами, две червлёные же вереи, с полуоткрытими воротами, приборы которых золотые. В вольной части герб Московский. Щит увенчан серебряною башенною короною о трёх зубцах. За щитом накрест положенные золотые два молотка, соединённые Александровскою лентою.

В настоящее время утверждён уже третий герб Вереи в хронологическом порядке. Геральдическое описание: «Современная статусная территориальная корона — золотая, мурованная о трёх зубцах, символизирует Верею как городское поселение. Корона украшена ободом из драгоценных камней, в знак того, что с 1432 по 1486 гг. Верея была центром удельного княжества».

## История

### XIV—XVII века
Верея впервые упоминается в 1371 году в связи с походом на Москву литовского князя Ольгерда. В конце XIV века создаётся укреплённое городище с валами и деревянной крепостью, которое сохраняло своё оборонное значение до XVII века. В 1408 году город был разграблен татарами Едигея. В 1389—1432 годах Верея входила в состав Можайского княжества, а в 1432—1486 гг. была центром Верейского княжества, в 1445 году — разорена литовцами Казимира. В 1486 году Верея вошла в состав Великого княжества Московского, а в 1519—1567 гг. — находилась в составе Старицкого удельного княжества. В 1567 году вошла в состав Русского царства.
В начале XVI века к северо-востоку от города в Красной слободе на высоком берегу Протвы был основан Спасский монастырь, просуществовавший до 1764 года. В 1610—1611 гг.польско-литовские войска несколько раз разоряли Верею, после чего город долго оставался в запустении. В XVII веке Верея из города-крепости постепенно превращается в торгово-ремесленный центр.

### XVIII век

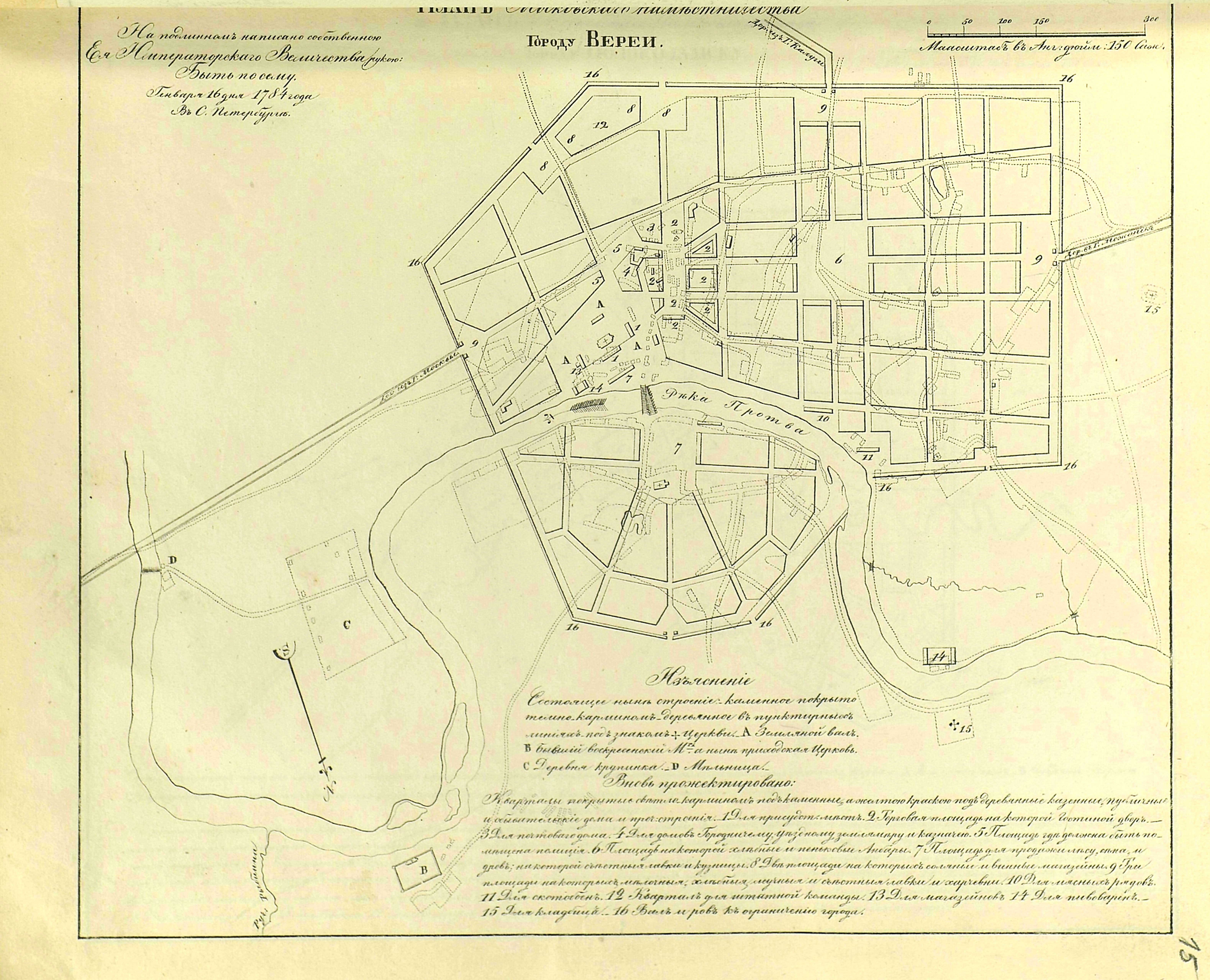
«Прожектированный» план города Верея 1784 года из «Полного собрания законов Российской империи. Книга чертежей и рисунков. Планы городов»

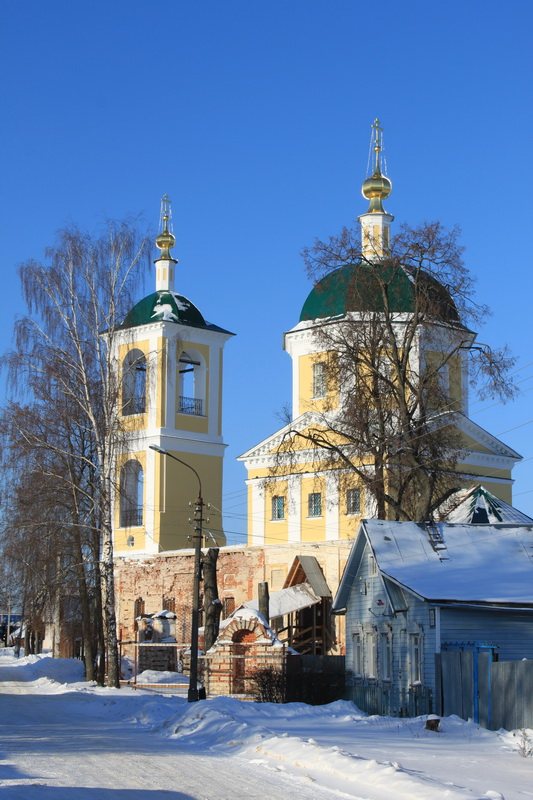
Церковь царя Константина и Елены

Расцвет Вереи приходится на XVIII век, когда город становится крупным центром ремесла и торговли. Верейские купцы заключали торговые сделки в разных городах Западной Европы. «Ремесло в сем городе кожевенное, сыромятное, сапожное, кузнечное и в лучшей доброте вяжут сети и невода, чем сей город пред прочими в России и славится». В городе активно ведётся каменное и деревянное строительство.
С 1782 года Верея — уездный город Московской губернии, к концу столетия по числу жителей ставший одним из самых крупных уездных городов губернии. Город получает регулярную планировку, сохранившуюся до сих пор: основная часть города — прямоугольную, а Заречье — радиально-кольцевую. Верейский воевода Ф. А. Полунин составил «Географический лексикон Российской империи», изданный в 1773 году, а также перевёл на русский некоторые произведения Вольтера.

### 1812 год
В конце сентября 1812 года после захвата Москвы французское командование (силами сапёрного подразделения) построило в Верее, в старорусской земляной крепости, укрепления (палисад, ворота, инженерные заграждения и др.) и разместило там батальон для защиты Смоленской дороги с востока и юга. Для создания угрозы тылу и коммуникациям лоскутной, так называемой «Великой армии», М. И. Кутузов приказал генералу И. С. Дорохову разбить вражеский гарнизон и уничтожить укрепления. В ночь с 28 на 29 сентября (11 октября) 1812 года войска (армейский партизанский отряд) шефа Изюмского гусарского полка генерал-майора и кавалера И. С. Дорохова при помощи местных жителей, фактически с марша от города Боровска, неожиданным и решительным штурмом, с минимальными для себя потерями, в 05 час. 30 мин., выбили из Вереи наполеоновские войска (вестфальский батальон из корпуса генерала Андоша Жюно), сравняв их укрепления в городе и старой крепости с землёй. Пленных и раненых, оказав им медицинскую помощь, отправили в Калугу. Около полудня отбили продвижение к Верее (со стороны Борисова и Можайска) большой колонны вестфальских войск с артиллерией, обратив силы неприятеля к ретираде. Запасы хлеба и более 500 неприятельских ружей раздали местным крестьянам, организованным верейским священником протоиереем отцом Иоанном (Иваном Никифоровичем Скобеевым).
Однако, через некоторое время Верея снова оказалась в зоне военных действий. 13 (25 октября) 1812 года отступающая армия Наполеона после сражения под Малоярославцем была вынуждена повернуть на север и вскоре прошла через Верею, где во время короткой остановки Наполеон встретился с отрядом маршала Мортье. Уходя из Вереи, французы сожгли город.

### XIX — начало XX веков

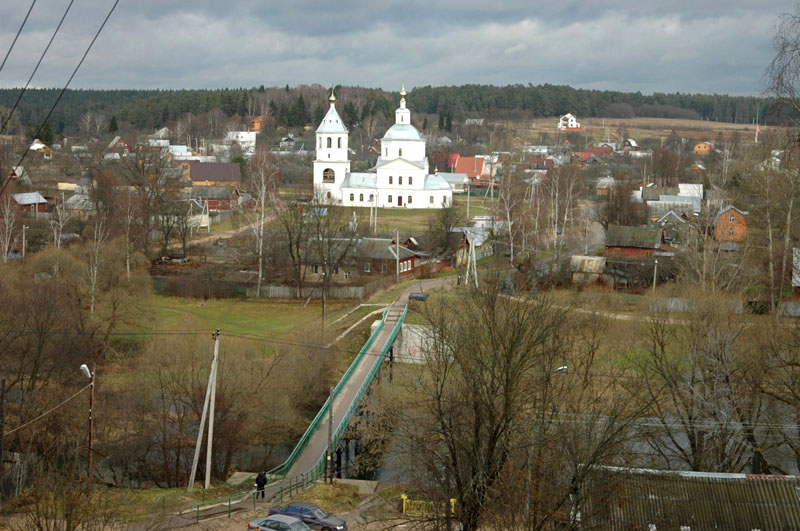
Мост через Протву. Заречье. Церковь Богоявления

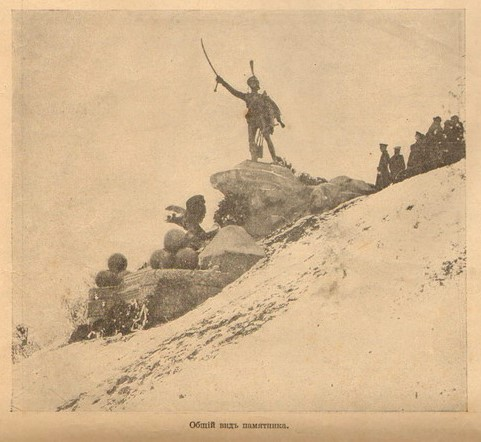
Открытие памятника генералу И. С. Дорохову. Сентябрь 1913 года

В XIX века Верея постепенно утрачивает своё торговое значение и во второй половине столетия, оставшись в стороне от железных дорог, превращается в небольшой уездный город. Жители занимались торговлей, садоводством и огородничеством. В городе была старообрядческая община поповцев (продолжает действовать до настоящего времени). В 1865 году на территории верейского городища проводились археологические раскопки. В конце XIX века около Вереи обнаружили минеральные источники, а также отложения известняка.
В 1913 году в связи с празднованием столетия победы в Отечественной войне 1812 года в присутствии членов царской семьи был открыт памятник первому освободителю города в 1812 году — генералу И. С. Дорохову (который и похоронен в этом городе). Этот памятник герою простоял до 1918 года, когда был разрушен красноармейцами.
В 1929 году Верея стала центром Верейского района. В 1930-е годы в окрестностях Вереи возникают Дома отдыха и пионерские лагеря. В конце 1930-х в Верее работали овощесушильный, молочный и кирпичный заводы.

### 1941—1942 годы
Во время Великой Отечественной войны с приближением немецких войск к Москве в июле-октябре 1941 года в окрестностях Вереи создаётся Можайская линия обороны. 18 октября 1941 года в ходе наступления на Москву по плану «Тайфун» в город вступили части 20-го армейского корпуса 4-й армии группы армий «Центр». За время оккупации немцами были схвачены и расстреляны пять комсомольцев. Немецкое командование превратило Верею в узел обороны. 19 января 1942 года в ходе Ржевско-Вяземской наступательной операции войска 222-й стрелковой дивизии 33-й армии Западного фронта освободили Верею. Именем командующего генерала Ефремова названа одна из улиц города.

### Вторая половина XX—XXI век

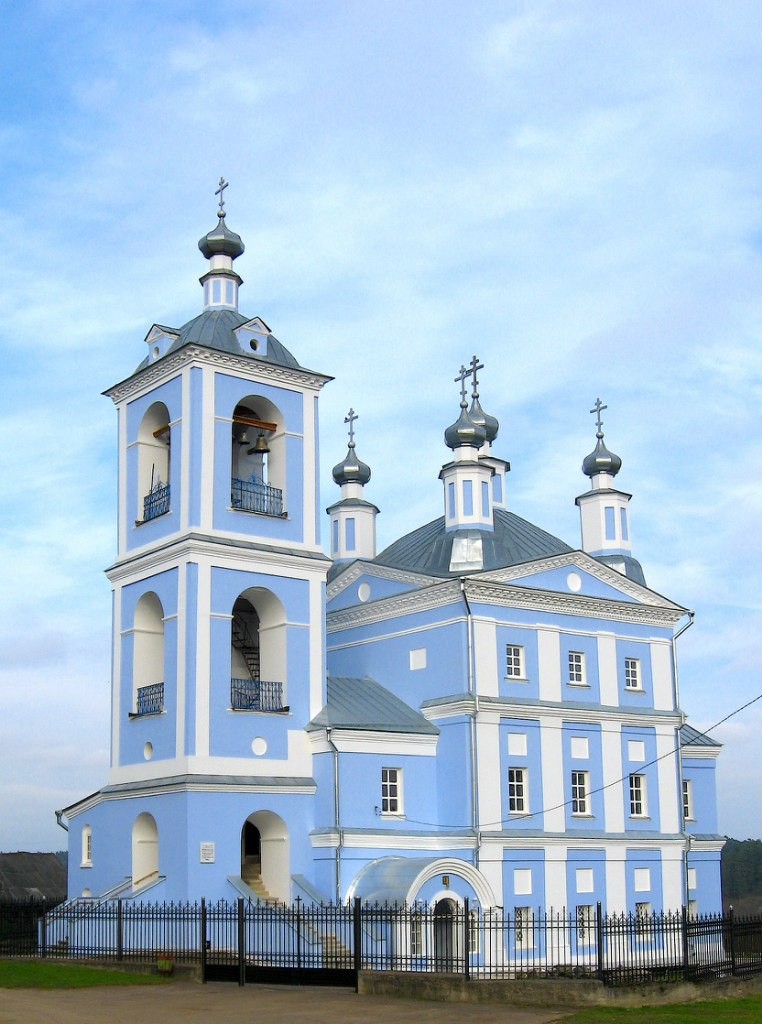
Ильинская церковь

В 1946—1947 гг. группа археологов Исторического музея проводила раскопки на территории верейского городища. С 1954 года в городе работала швейная фабрика. В 1959 г. в результате укрупнения районов был упразднён Верейский район, и часть его с городом Верея передана в Наро-Фоминский район.
Постановлением Московской областной думы от 28 апреля 2016 года городу присвоено почётное звание Московской области «Населённый пункт воинской доблести».
С 2005 по 2017 год город Верея был административным центром муниципального образования городское поселение Верея, которое было упразднено в июне 2017 года при преобразовании Наро-Фоминского муниципального района в городской округ.

## Население
| 1856  | 1859  | 1897  | 1913  | 1926  | 1939  | 1959  | 1970  |
| ----- | ----- | ----- | ----- | ----- | ----- | ----- | ----- |
| 5300  | ↗5400 | ↘3700 | ↗4300 | ↘3400 | ↗4856 | ↗6413 | ↘6197 |
| 1979  | 1989  | 1992  | 2000  | 2001  | 2002  | 2003  | 2005  |
| ↘6015 | ↘5606 | ↘5500 | ↘5200 | ↘5100 | ↘4957 | ↗5000 | ↘4900 |
| 2006  | 2009  | 2010  | 2011  | 2012  | 2013  | 2014  | 2015  |
| →4900 | ↘4758 | ↗5368 | ↗5400 | ↘5342 | ↘5315 | ↘5297 | ↘5282 |
| 2016  | 2017  | 2018  | 2019  | 2020  | 2021  | 2023  | 2024  |
| ↘5215 | ↘5123 | ↘5090 | ↘5045 | ↗5088 | ↘4906 | ↗4937 | ↘4910 |

На 1 января 2025 года по численности населения город находился на 1074-м месте из 1124 городов Российской Федерации.

## Экономика
В городе работают: производственно-торговая компания «БИАР» по производству государственной символики, Верейский механический завод, филиал московского ФГУП НПП «Торий», производственная фирма «ОЛМИ» (механосборочное производство), ООО «Бушерон», ФГУП «Мослес» (головная организация), пансионат «Акварели», Верейский филиал Наро-Фоминского автотранспортного предприятия, автотранспортное предприятие по перевозке большегрузов «Продрезерв М».

## Транспорт

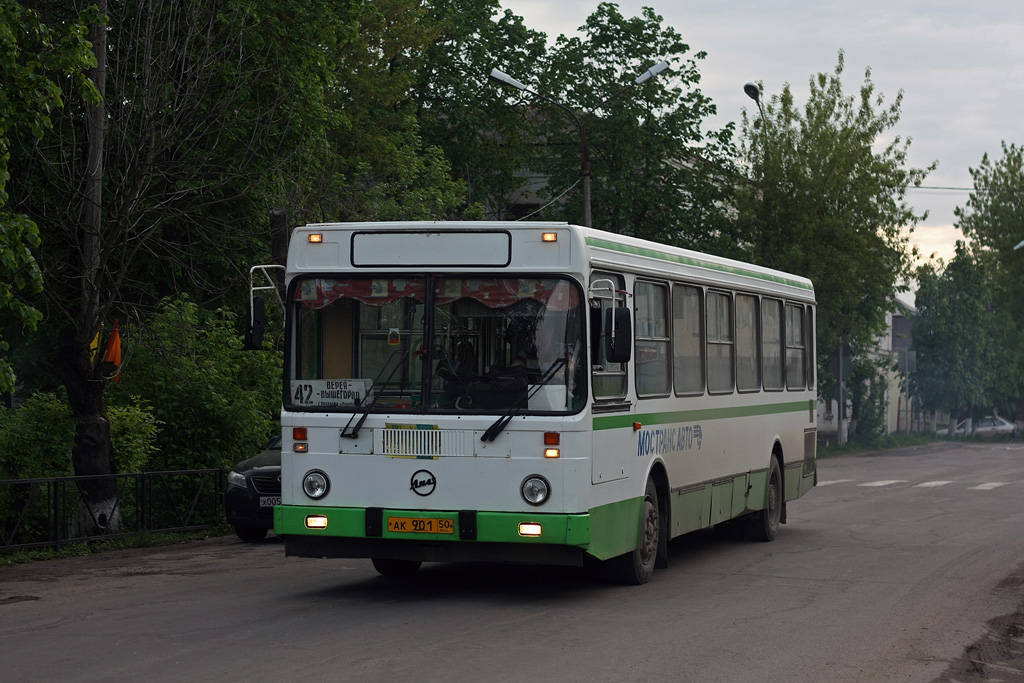
Автобус № 42 на 1-й Советской улице (2012)

Верея связана автобусными маршрутами с Лесным Городком, железнодорожными станциями Белорусского и Киевского направлений (Дорохово, Нара и Можайск), а также с окрестными сёлами и деревнями. Маршруты обслуживаются местным филиалом Наро-Фоминского ПАТП АО «Мострансавто» и ООО «СтарТранс» (№ 32). Также в Верее действует один внутригородской маршрут (№ 11), который связывает основные районы города с центром (автостанцией): Больница, ПМК-1, ПМК-10 и с/х «Верейский».
| Маршрут | Конечная                                                                     | Промежуточные населённые пункты                                                                                                  |
| ------- | ---------------------------------------------------------------------------- | --- |
| 23      | Наро-Фоминск                                                                 | Монаково, Симбухово, Субботино, Слепушкино, Большие Горки, Пашково, Литвиново, Таширово.                                         |
| 23а     | Наро-Фоминск                                                                 | Загряжское, Волчёнки, Самород, Акишево, Архангельский, Назарьево, далее аналогично основной трассе.                              |
| 32      | Дорохово                                                                     | Монаково, Симбухово, Колодкино, Космодемьянский, Грибцово.                                                                       |
| 35      | Можайск                                                                      | Митяево, Семенково, Заречье, Борисово, Ямская.                                                                                   |
| 40      | Лапино                                                                       | Пионерский, Ястребово, Веселёво, Никольское, Благовещенье, Петровское, Лобаново, Воскресенки.                                    |
| 41      | Ревякино                                                                     | Загряжское, Волчёнки, Алферьево, Устье, Верховье.                                                                                |
| 42      | Вышегород                                                                    | Пионерский, Ястребово, Веселёво, Новозыбинка (от Вереи), Паново, Новоборисовка                                                   |
| 44      | Васькино                                                                     | Пионерский, Ястребово, Веселёво, Новозыбинка (к Верее), Благовещенье, Макаровка, Субботино, Нечаево, Шустиково, Крюково, Зубово. |
| 47      | Рождествено                                                                  | Годуново, пос. дома отдыха «Верея».                                                                                              |
| 47      | Ивково                                                                       | Загряжское, Афанасьево, Кузьминское, Васильево.                                                                                  |
| 301     | Лесной Городок (до 30 марта 2024 г. следовал до Москвы (метро «Парк Победы») | Ляхово, Наро-Осаново, Кубинка, Бутынь, Голицыно, Краснознаменск, Ликино                                                          |

## Связь

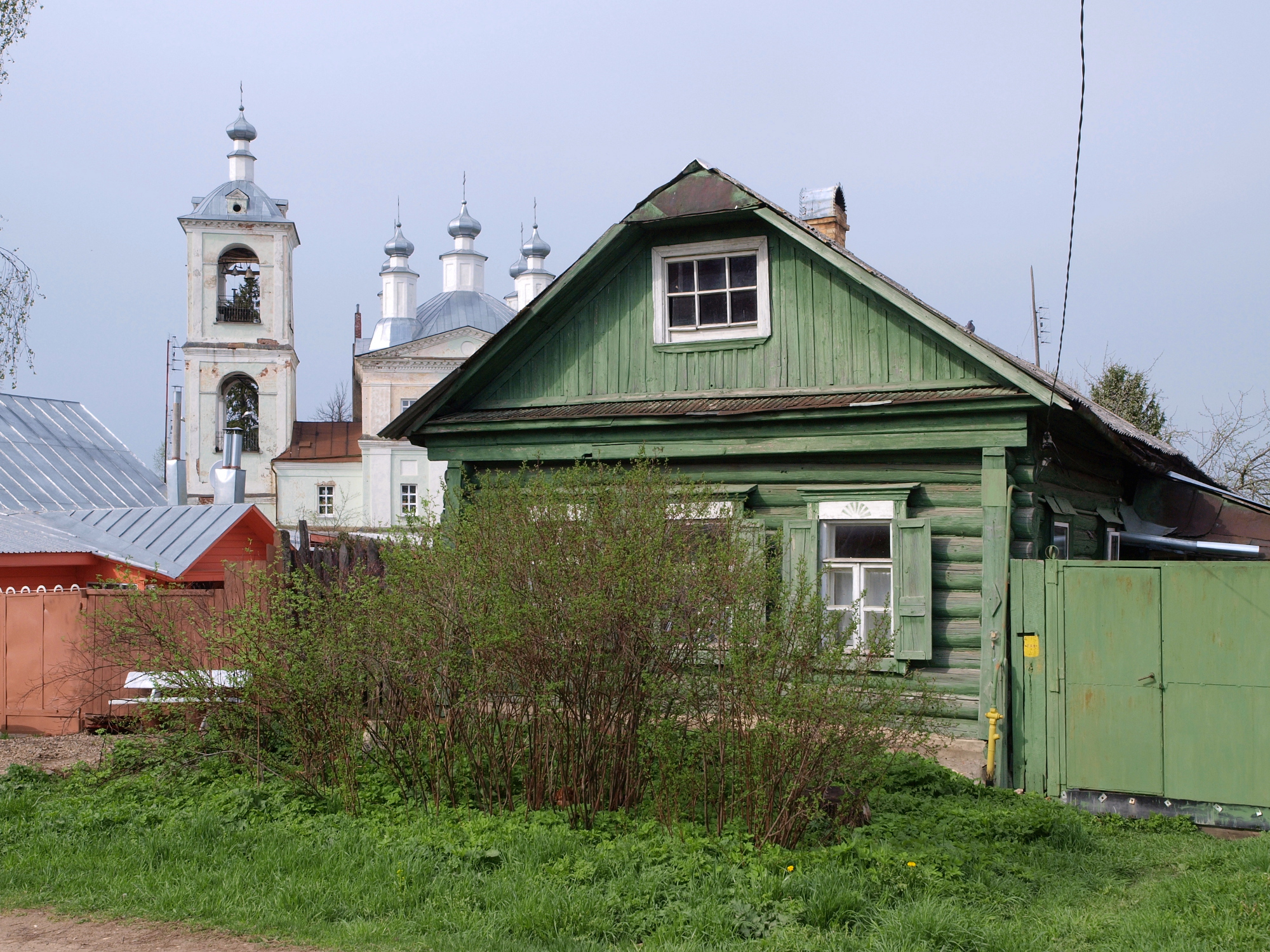
Частный дом в Верее

Услуги телефонной связи и доступ в Интернет предоставляют операторы «Ростелеком», «Кредо-Телеком», IFlat и «Телеконика».

## Спорт
В городе имеется команда по регбилиг «Верея», неоднократно занимавшая призовые места в чемпионатах России.

## Достопримечательности

### Верейский кремль
Верея — один из самых живописных малых городов Подмосковья. Среди достопримечательностей — остатки древнего кремля или городища, расположенного на высоком речном мысу, образуемом рекой и оврагами. Мыс имеет форму овального блюдца размером 275 м на 110 м. Он был укреплён земляными валами, высота которых достигает 6 метров. С валов открывается живописный вид на Заречье и леса, окружающие город. Узкий перешеек соединяет территорию кремля с городской площадью. На территории кремля находится Рождественский собор и здание присутственных мест.

### Архитектурные памятники

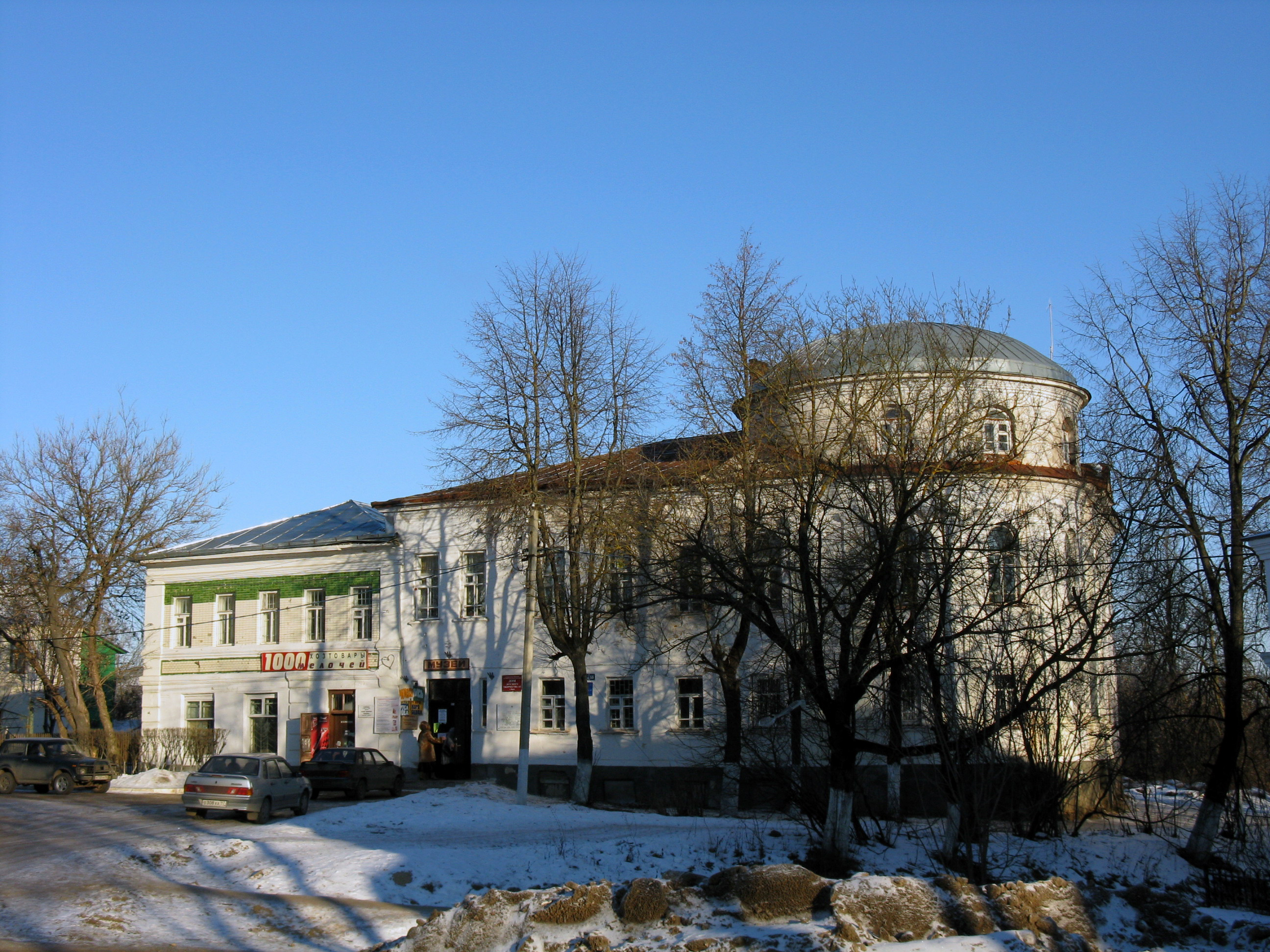
Историко-краеведческий музей

#### Храмы
- Собор Рождества Христова[32] (1552 год, перестройки 1693 год и 1729—1739 гг., колокольня — 1802 г.).
- Церковь Входа Господня в Иерусалим в Красной слободе (бывший Спасский монастырь) (1677—1679 гг.).
- Церковь Богоявления (Косьмы и Дамиана) в Заречье (1777 год).
- Церковь Константина и Елены (1798 год).
- Церковь Ильи-пророка (1803 год).
- Часовня Святой Параскевы Пятницы.
- Старообрядческая церковь Покрова Пресвятой Богородицы (1814 год; колокольня — 1907—1908 гг., архитектор Н. Г. Мартьянов).

#### Светские постройки
- Здание уездного училища (1787—1788) — ныне в нём размещается историко-краеведческий музей.
- Торговые ряды (начало XIX в., южная часть утрачена в 1941 году).
- Здание присутственных мест (начало XIX в.).

### Воинские памятники
- Почтовая марка. 650 лет Верее Московской области

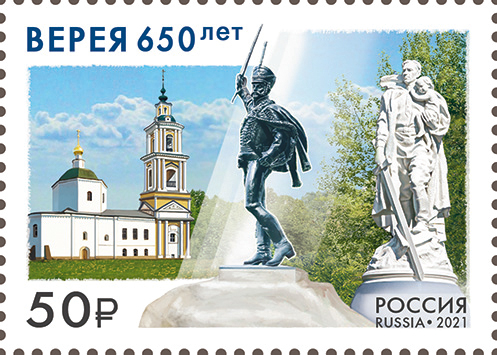
Почтовая марка. 650 лет Верее Московской области

В подклете трапезной собора Рождества Христова похоронен шеф Изюмского гусарского полка и начальник армейского партизанского отряда Иван Семёнович Дорохов (1762—1815 гг.) — генерал-лейтенант и кавалер, герой Отечественной войны 1812 года, освободивший город. В 1918 году, по решению митинга красноармейцев, убывающих на фронт, могила генерала Дорохова была разграблена, а памятник герою разрушен. В 1999 году при реставрации Рождественского собора останки генерала были обнаружены и торжественно заново захоронены в соборе.
- Памятник генералу И. С. Дорохову, в память о герое Отечественной войны 1812 года, первоначально открытый на городском валу в сентябре 1913 года. Этот памятник, созданный ваятелем, командиром Сумского гусарского полка полковником А. Ф. Рахманиновым (род дворян Рахманиновых — харьковская ветвь), был умышленно разрушен в 1918 году красноармейцами и восстановлен (частично, только ростовая бронзовая фигура в несколько другом виде) в 1957 году скульптором профессором С. С. Алёшиным.[34].
- Памятники погибшим во время Великой Отечественной войны — на земляном валу и в сквере памяти.
- Памятник комсомольцам, расстрелянным немецкими оккупантами, в сквере Памяти[35].
- Могилы жителей города, умерших во время немецкой оккупации — около церкви Входа Господня в Красной слободе.